# Ace Combat Zero: The Belkan War
Ace Combat Zero: The Belkan War es un videojuego de aviación para PlayStation 2 ficticio que narra La Guerra Belkana. Además precede a los acontecimientos de Ace Combat 5. El juego fue lanzado al mercado en 2006.
Es el primer juego de aviación en el que las estrategias rivales varían en función de las del jugador y sus aliados.

## Introducción
El juego toma lugar en 1995, 15 años antes de los eventos de Ace Combat 5 estando en un conflicto de la nación de Belka y las fuerzas aliadas. Muchos personajes de Ace Combat 5 hacen su aparición en Ace Combat Zero pero en diferentes roles territoriales. El jugador es un piloto Mercenario de nombre clave, "Cipher" contratado por el país de Ustio.

## Historia
Brett Thompson, periodista de la Compañía de Transmisiones de Osea, entrevista al famoso piloto belkano mercenario Larry Foulke, más conocido por su apodo Solo Wing Pixy, para su documental Guerreros y la Guerra Belkana, en conmemoración a los 10 años del fin de dicha guerra, conflicto que marcó el fin de la hegemonía militar e industrial de Belka al invandir a sus vecinos Ustio, Sapin y Osea en busca de más recursos naturales.
Pixy le cuenta al reportero sobre la existencia de otro piloto mercenario, el legendario Maestro diabólico de La Mesa Redonda, más conocido por su indicativo Cipher, al que conoció personalmente ya que el era su compañero en la Fuerza Aérea de Ustio durante la guerra.
Cielos Glaciares: radares detectan a una formación de bombarderos de la Fuerza Aérea de Belka en camino a la Base Aérea de Valais en las Montañas Tyrann, uno de los últimos bastiones defensivos restantes de la República de Ustio, la escuadrilla Galm, compuesta por los mercenarios Cipher y Pixy, despega y derriba a los bombarderos y sus escoltas para evitar la destrucción de la base.
Anexo: Galm participa en la Batalla de Arlon, el AWACS Eagle Eye les recuerda la misión a los pilotos, que consiste en destruir las fuerzas acorazadas y mecanizadas del Ejército de Belka que se encuentran ocupando la Ruta 171, carretera necesaria para crear una ruta logística directa con Osea, despejado el camino, el aprovisionamiento de las fuerzas de Ustio se asegura, preparándose estas para un contraataque. 
La Mesa Redonda: Cipher y Pixy son enviados al Espacio aéreo belkano de prioridad uno B7R, más conocido como La mesa redonda, a mantener y asegurar superioridad aérea. Al poco tiempo de entrar a la zona y entablar combate, Galm es interceptado por una escuadrilla de aces belkanos, estas aparecen dependiendo del estilo de as que tenga el jugador, Rot en sus Typhoons (mercenario), Grun en sus Hornets (soldado) o Indigo en sus Gripen (caballero), los mercenarios resultan victoriosos y Eagle Eye retransmite un mensaje de parte del alto mando, agradeciéndoles por distraer al enemigo, con Pixy remarcándolo de manera sarcástica.
Gigante: la Federación de Osea y Ustio se alían formalmente, formando las Fuerzas Aliadas junto con el Reino de Sapin y la Unión de Repúblicas Yuktobanas, su primera operación como coalición militar es la Campaña ofensiva n° 4101, que consiste en liberar el Canal Futuro de la ocupación belkana, Galm puede elegir en cual misión participar: Gelnikos (ataque a tierra), Round Hammer (ataque a tierra/superioridad aérea) y Costner (superioridad aérea), el fin último de la campaña se cumple sin importar la misión elegida: el cruce de la 3° Flota de Osea por el canal.
Chispa de Esperanza: los Aliados deciden recapturar la ciudad de Solis Ortus mediante el despliegue de las 101° y 121° Divisiones Aerotransportadas de Osea, Galm da su apoyo a la operación neutralizando defensas aéreas belkanas y asegurando el espacio aéreo sobre la ciudad, los paracaidistas logran liberar Solis Ortus, que se encuentra cercana a Directus, capital de Ustio.
Diapasón: ad portas de sacar a los belkanos de su territorios, Ustio comienza la Liberación de Directus, enviando a Galm a destruir los emplazamientos antiaéreos y unidades mecanizadas de Belka mientras tropas aliadas entran a la ciudad por tierra. Tras liberar la capital con ayuda de los mismos habitantes, los mercenarios se enfrentan contra la escuadrilla Gelb, conformada por dos Su-37 capaces de lanzar misiles hacia atrás, a pesar de dicha ventaja, Galm logra derribar a los belkanos mientras la ciudad celebra su liberación haciendo sonar las campanas de varios edificios.
Bastión: Galm y varias unidades aéreas de la Alianza atacan la Línea Hydrian, cercana al Monte Ivrea, primera barrera defensiva belkana en su frontera sur, tras destruir las fortificaciones del lugar, Pixy dice que logró vio un haz de luz intenso de corta duración en el horizonte. En el reporte post operación, el oficial al mando de los mercenarios acota que una unidad aérea de Ustio que se encontraba realizando una misión en la frontera con Belka desapareció del radar de manera misteriosa sin dejar rastro.
Merlón: la Alianza comienza un invasión total a Belka, tras penetrar la Línea Hydrian, la planicie Schayne es el siguiente obstáculo a superar, a Galm se le da la opción de poder participar en uno de los tres equipos para despejar el lugar de amenazas: Alpha (ataque a tierra), Beta (ataque a tierra/superioridad aérea) y Theta (superioridad aérea), tras cumplir con sus objetivos, los mercenarios son redireccionados a escoltar transportes C-17, pero al momento de formarse junto a estos, son derribados por un láser de alta potencia, Eagle Eye da la orden de retirada, logrando escapar tras varios ataques láser.
Espada de la Aniquilación: el arma láser que ha estado derribando aeronaves aliadas es identificada como Excalibur, fabricada por Belka y ubicada en la planicie Tauberg, las escuadrillas Galm y Crow son enviadas a destruir dicha instalación, primero neutralizando su red de disruptores de radar, después sus defensas perimetrales, luego sus fuentes de energía y finalmente la torre de proyección láser, que se parte a la mitad tras recibir ataques constantes por parte de Cipher.
Caos: Galm es enviada una vez más a La mesa redonda en apoyo a una ofensiva aérea llevada a cabo por Osea, que está siendo derrotada por Belka. Llegando al lugar mientras Osea ha perdido 40% de sus aparatos, los mercenarios dan vuelta el combate rápidamente a favor de los Aliados, incluso las apariciones de aces belkanos, Schwarze en sus Foxhounds (mercenario), Schnee en sus Super Tomcats y un Prowler (soldado) o Silber en sus Vipers liderados por un Phantom (caballero), no son rivales para Cipher, que tras salvar a los oseanos y sorprender a los belkanos, se gana el apodo de Maestro diabólico de La Mesa Redonda.
El Infierno: los Aliados deciden atacar la ciudad industrial de Hoffnung usando bombardeos de precisión para detener la producción de guerra belkana, Galm y Crow sirven de escoltas a los B-52 que llevan a cabo la operación, Pixy y PJ (Crow 3) comienzan a discutir sobre la validez de esta misión al ver como el supuesto bombardeo de precisión se convierte en uno de alfombra, destruyendo gran parte de la ciudad, de ahora en adelante Belka comienza a usar tácticas de tierra quemada para que así ninguna de su tecnología experimental caiga en manos Aliadas.
El Escenario de Apocalipsis: en apoyo al ataque a la ciudad de Sudentor, Galm y Crow son enviados a vigilar los cielos sobre dicha ciudad, Eagle Eye nota que Pixy no vuela al mismo ritmo que Cipher, excusándose que solo se siente triste. Sobrevolando sobre el Castillo Stier en las Montañas Waldreich, el AWACS cambia las órdenes de ambas escuadrillas, indicándoles que deben interceptar y derribar a un grupo de bombarderos en ruta a Ustio que posiblemente porta una bomba nuclear, acercándose al grupo aéreo enemigo, notan que otra escuadrilla de interceptores belkanos está persiguiendo a los bombarderos, ignorando a los pilotos de Ustio. Tras destruir varios aviones, un bomba nuclear es detonada lejos de donde están los mercenarios, Pixy aprovecha el caos del momento para desertar, intentando derribar a Cipher, tras no tener éxito, Pixy se retira del espacio aéreo, dejando al otro mercenario a su suerte, aun siendo siendo atacado por cazas belkanos, Cipher logra derribarlos y volver a Valais.
Yaciendo en el Engaño: Cipher y su nuevo compañero, PJ, son enviados al Monte Schirm a destruir una base aérea y almacenes de las Fuerzas Armadas de Belka, notando un hangar de gran tamaño sin su ocupante.
La Obertura Final: tras la detonación de 7 armas nucleares en su territorio llevada a cabo por su propio ejército, Belka se rinde ante los Aliados, pero unidades renegadas dentro de sus Fuerzas Armadas se niegan a bajar las armas, la Alianza decide lanzar un ataque a Anfang donde dichas fuerzas se están desplegando, Galm puede elegir en que operación participar: Mars (antibuque), Mercury (antibuque/superioridad aérea) o Jupiter (superioridad aérea), el resultado de cualquiera en la que los mercenarios participen no cambia, la derrota de las fuerzas rebeldes. PJ comenta que se encontraban muy bien equipadas y numerosas como para ser consideradas como "fuerzas restantes" según lo emitido por una radio civil.
La Garra de la Ruina: tras 6 meses de acabado el conflicto, un facción de militares alzados y un grupo terrorista conocido como Un Mundo Sin Fronteras lleva a cabo un golpe de Estado en Belka, tomando control del crucero de mando pesado XB-0 Hresvelgr y bombardeando Lumen, ciudad cedida a Osea por parte de Belka. Su siguiente objetivo es la Base Aérea de Valais, dañándola significativamente, pero dejando a pista de aterrizaje intacta, la escuadrilla Galm es la única lista para el despegue, saliendo en persecución del enorme aparato. En camino a enfrentarse al XB-0 son interceptados por la escuadrilla Espada de la Fuerza Aérea de Sapin, compuesta por un Draken y un Rafale, Cipher logra deshacerse de ambos aviones y pone rumbo al crucero, derribándolo tras destruir su cabina. Tras enterarse de que efectivos de Sapin y Osea se encontraban entre los atacantes, los Aliados comienzan a investigar la ubicación de los terroristas para así encontrarlos y eliminarlos.
El Demonio de La Mesa Redonda: terminada la investigación, descubren que Un Mundo Sin Fronteras tiene su base de operaciones en Mund; Belka, donde tomaron el control de la Represa Avalon que oculta el misil experimental V2, un MIRV que puede portar hasta 8 ojivas termonucleares, la organización planea lanzar el misil hacia varios blancos en el continente para así desestabilizar la economía global. Galm es enviada a acabar con la amenaza, pero su ruta desde Valais a Mund atraviesa el Área B7R, entrando en esta son interceptados por escuadrillas de aces de la organización terrorista, Sorcerer en sus S/MTD (mercenario), Gault en sus Berkuts (soldado) o Wizard en sus Vipers XL y Black Widows (caballero), Cipher logra derribar al enemigo y fija rumbo a Avalon.
El Valle de los Reyes: Galm se une al Grupo de Ataque Represa Avalon, compuesto por aeronaves de Osea y Ustio, para detener el lanzamiento del V2. Internándose en un valle para evitar ser derribados por defensas antiaéreas, los mercenarios logran llegar a la instalación, pero los dispositivos de control yacen bajo tierra y solo son accesibles desde entradas angostas, Cipher baja a destruirlos, primero eliminando las abrazaderas de contención para así exponer los núcleos de los tres dispositivos, una vez eliminados, Galm 1 sale de los túneles, con los sobrevivientes de la operación celebrando por radio el éxito de su misión. PJ toma su lugar junto al líder de escuadrilla, anunciando que le propondrá matrimonio a su novia al volver a la base, pero su celebración se ve interrumpida por Pixy, quien a bordo de un avión experimental dispara un láser hacia Cipher, PJ se interpone entre el rayo y su objetivo, derribando su F-16 y muriendo al estrellarse.
Cero: Pixy y Cipher comienzan un duelo aéreo apenas PJ se estrella, Eagle Eye le informa a Galm que el mercenario belkano esta en posesión de un ADFX-02 Morgan, un prototipo desarrollado por Belka. Foulke ataca a su antiguo compañero utilizando el sistema láser integrado en el fuselaje del avión y misiles de alto radio explosivo, pero aun así no puede vencerlo, como último recurso Pixy activa manualmente el V2, comenzando su secuencia de lanzamiento, Pixy revela que se unió a Un Mundo Sin Fronteras luego de ver las consecuencias de la Guerra Belkana, abogando por un mundo sin naciones ni fronteras, y que utilizaría el V2 para lograr dicha meta. El misil necesita estar conectado a la fuente que ordenó su lanzamiento hasta que vuelva a entrar a la atmósfera, por lo que Pixy activa un campo electromagnético que protege al Morgan de todo daño excepto en las tomas de aire de los motores para comprar tiempo, Eagle Eye le informa de la debilidad a Cipher, por lo que solo puede dañarlo mediante ataques frontales. Luego de varias pasadas, Galm 1 logra derribar a su excompañero, cortando la conexión entre el avión y el misil, haciendo que este se autodestruya sin causar daños. Tras la batalla el AWACS y el mercenario vuelven a Valais, Cipher desaparece del ojo público unos meses después. En el epílogo se revela que Pixy ha estado luchando como mercenario en la Guerra Continental del lado de la ISAF, luchando en dicho conflicto se ha replanteado su opinión sobre la existencia de las naciones y fronteras, estando en combate cerca de una. Larry termina su entrevista dirigiéndose a Cipher por última vez con su frase característica: Oye amigo, ¿sigues vivo?

## Lista de aviones
- F-5E Tiger II
- J35J Draken
- F-1
- MiG-21bis Fishbed
- F-4E Phantom II
- MiG-29A Fulcrum
- F-20A Tigershark
- F-16C Fighting Falcon
- F/A-18C Hornet
- A-10A Thunderbolt II
- MiG-31 Foxhound
- Mirage 2000D
- EA-6B Prowler
- Su-27 Flanker
- F-15C Eagle
- X-29A
- F-14D Super Tomcat
- Gripen C
- F-16XL
- Tornado GR.4
- F-2A
- F-15E Strike Eagle
- F-117A Nighthawk
- F-35C Lightning II
- EA-18G Growler
- Rafale M
- Typhoon
- Su-32 Strike Flanker
- YF-23A Black Widow II
- F-15S/MTD
- Su-47 Berkut
- Su-37 Terminator
- F/A-22A Raptor
- X-02 Wyvern
- ADFX-01 Morgan
- ADF-01 FALKEN

## Espacio Aéreo B7R
Espacio aéreo y una de las zonas de batalla más importante durante esta guerra estando en las fronteras de Belka y Ustio. 
Es un corredor de ataque usado por Belka, no solo para invadir Ustio, también para rendir a otras naciones y encargada para ser defendida por ases Belkanos.
En el B7R se encontrarán varios Ases de Ace Combat 4 y 5 como Heartbreak One (Capitán Bartlett de AC5, deletreado como HRTBRKONE en la pantalla con un F-14D), Grabacr (Ashley Bernitz de AC5, en un Su-47) y Huckebein, el Cuervo (Pops de AC5, en un MiG-21bis) en modo Mercenario, Ofnir (Michael Heimeroth de AC5, en un F-15S/MTD) en modo Soldado, y Reiher (un piloto desconocido volando un Su-37 del Escuadrón Yellow, de AC4). También en la misión especial "The Gauntlet" si derrotas al escuadrón Espada, en modo Ace, en menos de 1 minuto te enfrentarás a Mobius (Suponemos que se refiere a Mobius 1 de Ace Combat 04 ya que usa su mismo F-22 Raptor).

## Reconocimientos
En 2012 la revista Forbes incluyó a la banda sonora de Ace Combat Zero: The Belkan War en la lista de las doce mejores soundtracks de videojuegos de todos los tiempos.